# Jan Frederik Oltmans
Jan Frederik Oltmans (Den Haag, 1 september 1806 – Steenderen, 29 januari 1854) was een Nederlands schrijver van historische romans.

## Leven
Oltmans werd geboren in Den Haag. In 1813 verhuisde hij met het gezin van zijn ouders mee naar Amsterdam, waar zijn vader de functie van belastingontvanger ging vervullen. Later trad Jan Frederik, net als zijn jongere broer Alexander, in dienst van zijn vader. In die tijd moesten hogere ambtenaren, zoals Oltmans senior, hun eigen personeel uit eigen zak betalen. Het was niet ongebruikelijk dat de hogere ambtenaren dan familieleden in dienst namen om zo de inkomsten binnen de familie te behouden. Toen zijn vader ziek werd, verving hij hem als belastingontvanger. Nadat zijn vader in 1839 was overleden, werd Jan Frederik, tegen zijn verwachting in, niet benoemd als diens opvolger en werd hij werkloos. Vermoedelijk was dit te wijten aan zijn ziekte, hij had al jarenlang last van astma. Hierna heeft hij geen moeite meer gedaan om elders een betaalde baan te vinden, hij leefde van het familiekapitaal en de inkomsten van zijn schrijverschap. Hij trok in bij het gezin van zijn broer Abraham, waar hij tot 1845 bleef wonen. In 1847 verhuisde Oltmans om financiële redenen, de kamers die hij in Amsterdam huurde nadat hij bij zijn broer vertrokken was, waren te duur, naar het Gelderse dorp Steenderen, waar het leven veel goedkoper was dan in de stad. Oltmans werd in zijn laatste jaren steeds zieker en hij overleed in 1854.

## Werk als schrijver
Al in de tijd dat hij bij zijn vader in dienst was, schreef Oltmans historische verhalen. Hij werd in grote mate beïnvloed door het werk van Walter Scott en in mindere mate het werk van Jacob van Lennep. Naast diverse novellen schreef hij een aantal historische romans: Het Slot Loevestein in 1570 (2 delen, 1834), dat zich afspeelt tijdens de Tachtigjarige Oorlog met als hoofdpersoon Herman de Ruyter, en De schaapherder, een verhaal uit den Utrechtschen oorlog van 1480-'83 (4 delen, 1838), dat zich afspeelt tijdens de Hoekse en Kabeljauwse twisten met als hoofdpersoon Jan van Schaffelaar. Beide romans publiceerde hij onder het pseudoniem J. van den Hage. Oltmans maakte in 1852 bekend dat hij het was die schuilging achter dit pseudoniem.
De publicatie van De Schaapherder vormde in 1839 de aanleiding voor Everhardus Johannes Potgieter, oprichter van het literaire tijdschrift De Gids, om Oltmans te vragen bijdragen te gaan leveren aan dat tijdschrift. Daartoe aangezet door Potgieter schreef Oltmans een aantal novellen, die in De Gids werden gepubliceerd. In 1841 ging hij deel uitmaken van de redactie van De Gids. Wegens zijn steeds slechter wordende gezondheid was werken, en daarmee ook bijdragen leveren aan De Gids en het redactiewerk voor dat tijdschrift steeds zwaarder geworden, waarna hij in 1842 de redactie verliet. Ook had het dwingende karakter van Potgieter een negatieve invloed op Oltmans' wil om nog te publiceren. Wel bleef hij tot 1845 nog als "algemeen redacteur" aan De Gids verbonden, maar dat had inhoudelijk weinig betekenis. Na zijn vertrek bij De Gids schreef Oltmans nog een aantal novellen die hij in andere tijdschriften liet publiceren. Ook schreef hij nog een historische roman, maar die is nooit gepubliceerd. In zijn testament bepaalde hij dat het manuscript vernietigd moest worden.

### Romans
- Het Slot Loevestein in 1570 (1834)
- De Schaapherder, een verhaal uit den Utrechtschen oorlog van 1480-'83 (1838)

### Novellen
- Het huis van het zeewijf (1840)
- Gertrude
- No. *, Een dames-portret (1841)
- De Graaf van Bossu te Rotterdam
- Doctor Rimini
- Lucie (1840)
- Gaston van Foix (1841)
- Gedachtenis van een kloekmoedig uitgevoerd bevel (1840)
- Het testament (1840)
- Friesche gastvrijheid (1846)